# Twarres

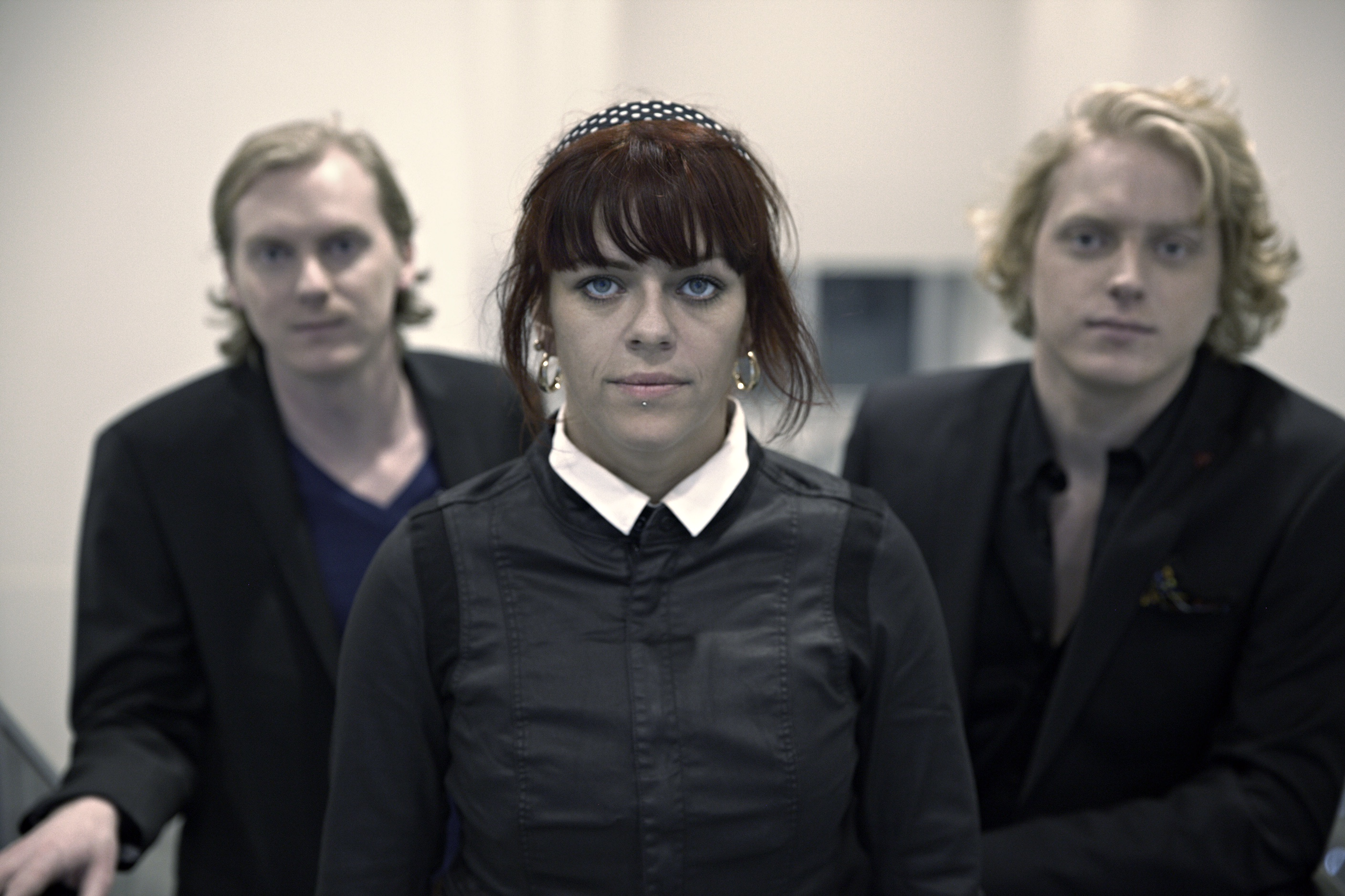
Twarres (2015)

Twarres war ursprünglich ein Folkpop-Duo aus den Niederlanden. Seit 2011 tritt die Hauptakteurin Mirjam Timmer jedoch als Solokünstlerin weiter unter diesem Namen auf. Das friesische Wort „twa“ heißt „zwei“, „twaris“ heißt „zweimal“. Die Abwandlung in „Twarres“ ist eine Erfindung. Für die beiden Mitglieder war es ein glücklicher Zufall, dass im Russischen das klanggleiche „towarisch“ (товарищ, továrišč - [tɐˈvarʲɪɕː]) deutsch: Kamerad bedeutet.

## Geschichte
Das Kleinkind Mirjam Timmer und der ein Jahr ältere Johan van der Veen wohnten im Dorf Warga nahe der friesischen Hauptstadt Leeuwarden nur ein paar Häuser auseinander. Sie spielten oft zusammen und hatten Freude daran, dabei zu singen. Schon mit fünf Jahren schrammelte Mirjam auf einer alten Gitarre ihrer Großeltern herum. Aber sie spielte nicht endlos drauflos, sondern es sollte immer ein Lied ergeben. Die Texte, die sie sich einprägte, um sie wiederholen zu können, drehten sich zu dieser Zeit um den Kater Willy. So brachte sie sich allmählich das Gitarrespielen bei, ohne jemals Notenlesen gelernt zu haben. Gewissermaßen war der zusammen mit einer Klassenkameradin selbst auf Gitarre und Keyboard begleitete Vortrag von Muss i denn in der Schule ihr erster Auftritt. Kurz darauf, immer noch Erstklässlerin, sang sie mit Johan gemeinsam in einer Schulaufführung.
Sie hatte mit van der Veen all die Jahre so gut harmoniert, dass beide ab September 1998 an Talentshows und Gesangswettbewerben teilnahmen. Van der Veen hatte gerade so eben sein Abitur geschafft, seine Kochlehre abgebrochen und kellnerte. Beim Wettkampf-Festival Liet '99 in der Provinz Friesland errangen sie den Publikumspreis sowie den zweiten Jurypreis für Wêr Bisto. Das Lied vom Vermissen einer über Nacht fortgezogenen Freundin in friesischer Mundart hatte die siebzehnjährige Timmer gerade erst geschrieben. Die Prämierung bedeutete, dass das Lied einem breiteren Publikum in Fernsehsendungen und als Single vorgestellt werden würde. Die Single-Veröffentlichung am 16. September 2000 machte es allerdings nicht zum Charterfolg. Viel mehr Wirkung zeigten die Einladungen ins Fernsehen, denn daraus resultierte ein Vertrag mit dem Labelriesen EMI, der eine Neuaufnahme des Liedes veranlasste. Diese erklomm im November 2000 die Spitze der niederländischen Charts und zeigte Wirkung bis in die benachbarten belgischen Regionen Flandern (#2) und Wallonie (Top Ten). Mit etwas Verzögerung verzeichnete auch Belgien im Dezember Wêr Bisto auf der Nummer eins. Am 25. Juni 2001 erschien das Debütalbum Stream, das neben einem Instrumentalstück zwei Lieder auf Friesisch und acht auf Englisch enthält. Das Wort „stream“ hat in beiden Sprachen dieselbe Bedeutung. Es knüpfte mit den Nummer-eins-Positionen in den Niederlanden und in Belgien nahtlos an den Single-Erfolg an, was man vom im Oktober 2002 veröffentlichten Nachfolgealbum CD² nicht behaupten kann. Darauf wird das Twarres-Duo von einer Band unterstützt, bestehend aus Gregor Hamilton (Keyboards), Peter Krako (Gitarre), Serge Bredewold (Bass), Sietse Huisman (Schlagzeug) und Yfke de Jong (Violine). Als Nächstes widmete sich Timmer dem Schreiben von fünf Liedern für ein in Friesland aufgeführtes Theaterstück. Über das Jahr 2003 verteilt, traten Timmer und van der Veen 80 mal in den Niederlanden und in Belgien auf. Am 21. Dezember 2003 gaben sie ihr letztes Konzert; die zuvor beschlossene einvernehmliche Trennung wurde damit wirksam. Van der Veen plante einen Übergang in den Musicalbereich, während Timmer sich auf eine Solokarriere konzentrieren wollte.
Unter der Bezeichnung „MIR“ brachte Timmer 2006 das Album Files from London heraus. Im selben Jahr wurde verkündet, dass 2007 eine Reunion von Twarres anstünde, aus der jedoch nichts wurde, weil van der Veen Stimmband-Probleme habe. Diese entpuppten sich als seltene Nervenkrankheit, die ihn für alle Zeit zur Aufgabe zwangen. Auke Busman, der seinen Live-Einstand am 14. September 2007 gab, ersetzte ihn, aber die neue Konstellation funktionierte nur kurz. Im Spätsommer 2009 veranstaltete eine niederländische Radiostation ein Casting, bei dem ein neuer Duettpartner für Timmer gefunden werden sollte. Die beiden Urmitglieder saßen mit in der Jury und bestimmten am 11. September den Utrechter Joost Bloemendal zum Nachfolger van der Veens. Die mit Unbedingtheit herbeigeführte Kombination hielt bis März 2011. Danach verzichtete Timmer endgültig auf eine Wiederauferstehung des Duos Twarres, behielt aber den Namen als Solokünstlerin bei und umgab sich mit Vertragsmusikern.

## Diskografie

### Alben
| Jahr | Titel  | Höchstplatzierung, Gesamtwochen, AuszeichnungChartsChartplatzierungen (Jahr, Titel, Platzierungen, Wochen, Auszeichnungen, Anmerkungen) | Anmerkungen |
| Jahr | Titel  | NL | Anmerkungen |
| ---- | ------ | --- | ----------- |
| 2001 | Stream | NL1 Platin · (39 Wo.)NL |             |
| 2002 | CD²    | NL29 (13 Wo.)NL |             |

Weitere Alben
- 1999: Wêr Bisto (Demo-CD)

### Singles
| Jahr | Titel Album               | Höchstplatzierung, Gesamtwochen, AuszeichnungChartsChartplatzierungen (Jahr, Titel, Album, Platzierungen, Wochen, Auszeichnungen, Anmerkungen) | Anmerkungen |
| Jahr | Titel Album               | NL | Anmerkungen |
| ---- | ------------------------- | --- | ----------- |
| 2001 | Wêr Bisto Stream          | NL1 Platin · (21 Wo.)NL |             |
| 2001 | She Couldn’t Laugh Stream | NL4 (12 Wo.)NL |             |
| 2001 | Children Stream           | NL20 (6 Wo.)NL |             |

Weitere Singles
- 2001: This Is How It Is (nur in Belgien)
- 2002: I Need to Know
- 2003: Tell Me
- 2003: I'll See You
- 2009: De Júste Snaar
- 2011: Heart of Glass (Blondie-Cover, nur Download)